# Rupert Klieber
Rupert Klieber (* 12. September 1958 in Radstadt/Salzburg) ist ein österreichischer katholischer Kirchenhistoriker. Er lehrt als außerordentlicher Professor an der Universität Wien.

## Leben
Rupert Klieber studierte Katholische Theologie, Geschichte und einige Semester Kunstgeschichte an der Universität Salzburg mit den Abschlüssen Mag. phil. (1985), Mag.theol. (1987), Dr. phil. (1991) und Dr. theol. (2007). Von 1989 bis 1994 war er Mitarbeiter bzw. Assistent am Institut für Kirchliche Zeitgeschichte des Internationalen Forschungszentrums in Salzburg. Ab 1994 war er Universitätsassistent am Institut für Kirchengeschichte der Katholisch-Theologischen Fakultät der Universität Wien. 1998 habilitierte er sich für das Fach Kirchengeschichte an der Katholisch-Theologischen Fakultät der Universität Wien. Seit 1999 ist er Dozent für Kirchengeschichte mit dem Titel eines außerordentlichen Universitätsprofessors am Institut für Kirchengeschichte an der Katholisch-Theologischen Fakultät der Universität Wien.

## Forschungstätigkeit
Kliebers Forschungen betreffen den Politischen Katholizismus sowie die kirchliche Zeitgeschichte. Die Haltung der katholischen Kirche gegenüber dem Nationalsozialismus während seiner Herrschaft in Österreich kennzeichnet Klieber als „begrenzte Loyalität“, denn seiner Meinung nach treffen weder „Widerstand“ oder „Kirchenkampf“ einerseits, noch „Anpassung“ oder „Kollaboration“ andererseits als Beschreibung des Gesamtverhaltens der kirchlichen Verantwortlichen zu. Diese differenzierte Sicht unterscheidet sich von der verbreiteten Tendenz, die Kirche einseitig als Opfer zu sehen. Ein weiterer Forschungsschwerpunkt Kliebers ist die neuzeitliche Frömmigkeitsgeschichte sowie die religiöse Alltagsgeschichte. Seit 2019 arbeitet er an einem biographischen Lexikon über die Absolventen des Priesterkollegs St. Augustin in Wien (Frintaneum, 1816–1918) sowie an einem Bischofslexikon der Habsburgermonarchie (1804–1918).

## Akademische Funktionen
- Von 2007 bis 2011 war er Vorsitzender der „Arbeitsgemeinschaft katholischer KirchenhistorikerInnen Österreichs“[1]
- Seit 2016 ist er Studienprogrammleiter Doktoratsstudium Katholische Theologie[1]

## Auszeichnungen und Ehrungen
- 1992: Erster Preis der Wissenschaftsförderung des Landes Salzburg[1]
- 1993: Leopold-Kunschak-Preis
- 1999: Kardinal-Innitzer-Förderungspreis für Theologie
- 2019: Festschrift für Rupert Klieber[5]

## Schriften (Auswahl)
- „Widerstand“, „Resistenz“ oder „Widerwillige Loyalität“? Das Ringen um die religiösen Vereine (1938–1941). In: Maximilian Liebmann, Hans Paarhammer, Alfred Rinnerthaler (Hrsg.): Staat und Kirche in der „Ostmark“. Peter Lang, Frankfurt/Main u. a. 1998, S. 95–132.
- Bruderschaften und Liebesbünde nach Trient: ihr Totendienst, Zuspruch und Stellenwert im kirchlichen und gesellschaftlichen Leben am Beispiel Salzburg 1600–1950. Lang, Frankfurt am Main u. a. 1999, ISBN 3-631-34044-3.
- Hrsg. mit Hermann Hold: Impulse für eine religiöse Alltagsgeschichte des Donau-Alpen-Adria-Raumes. Böhlau, Wien u. a. 2005, ISBN 3-205-77310-1.
- Mit Martin Stowasser: Inkulturation. Historische Beispiele und theologische Reflexionen zur Flexibilität und Widerständigkeit des Christlichen (= Theologie, Band 10). Lit, Münster u. a. 2006, ISBN 3-8258-8080-X.
- Hrsg. mit Karl Schwarz: Österreichs Kirchen im 20. Jahrhundert. Eine Bibliographie (= Österreichische historische Bibliographie, Sonderband 1). Neugebauer, Graz u. a. 2007, ISBN 978-3-85376-179-3.
- Jüdische – christliche – muslimische Lebenswelten der Donaumonarchie, 1848–1918. Böhlau, Wien u. a. 2010, ISBN 978-3-205-78384-8.
- Die Bischöfe der Donaumonarchie 1804 bis 1918. Ein amtsbiographisches Lexikon, Band 1: Die röm.-kath. Kirchenprovinzen Gran, Kalocsa, Erlau im Königreich Ungarn. Duncker & Humblot, Berlin 2020, ISBN 978-3-428-15648-1 (Print), ISBN 978-3-428-55648-9 (E-Book)

## Einzelbelege
1. 1 2 3 4  Curriculum Vitae auf kg-ktf.univie.ac.at
2. ↑  Rupert Klieber: „Widerstand“, „Resistenz“ oder „Widerwillige Loyalität“? Das Ringen um die religiösen Vereine (1938–1941). In: Liebmann, Paarhammer, Rinnerthaler (Hrsg.): Staat und Kirche in der „Ostmark“. 1998, S. 129 f.
3. ↑  So Franz Graf-Stuhlhofer in seiner Rezension des Sammelbandes Staat und Kirche in der „Ostmark“, hrsg. von Liebmann u. a., 1998. In: Kirchliche Zeitgeschichte 12 (1999) S. 573–575. In dieser Rezension hebt Graf-Stuhlhofer den Beitrag Kliebers besonders hervor.
4. ↑  "Breiter Horizont": Festschrift würdigt Kirchenhistoriker Klieber. Archiviert vom Original (nicht mehr online verfügbar) am 27. Mai 2019; abgerufen am 27. Mai 2019.  Info: Der Archivlink wurde automatisch eingesetzt und noch nicht geprüft. Bitte prüfe Original- und Archivlink gemäß Anleitung und entferne dann diesen Hinweis.
5. ↑  Markus Holzweber (Hrsg.): Von der Kunst der Sprache. Aus dem Alltag eines Kirchenhistorikers. Festschrift für Rupert Klieber. danzig & unfried, Wien 2019, ISBN 978-3-902752-60-4.

| Personendaten    | Personendaten                                                                            |
| ---------------- | ---------------------------------------------------------------------------------------- |
| NAME             | Klieber, Rupert                                                                          |
| KURZBESCHREIBUNG | österreichischer Theologe, außerordentlicher Professor am Institut für Kirchengeschichte |
| GEBURTSDATUM     | 12. September 1958                                                                       |
| GEBURTSORT       | Radstadt, Salzburg                                                                       |